# Rubus tamarensis
Rubus tamarensis är en rosväxtart som beskrevs av Alan Newton. Rubus tamarensis ingår i släktet rubusar, och familjen rosväxter. Inga underarter finns listade i Catalogue of Life.